# Caihong

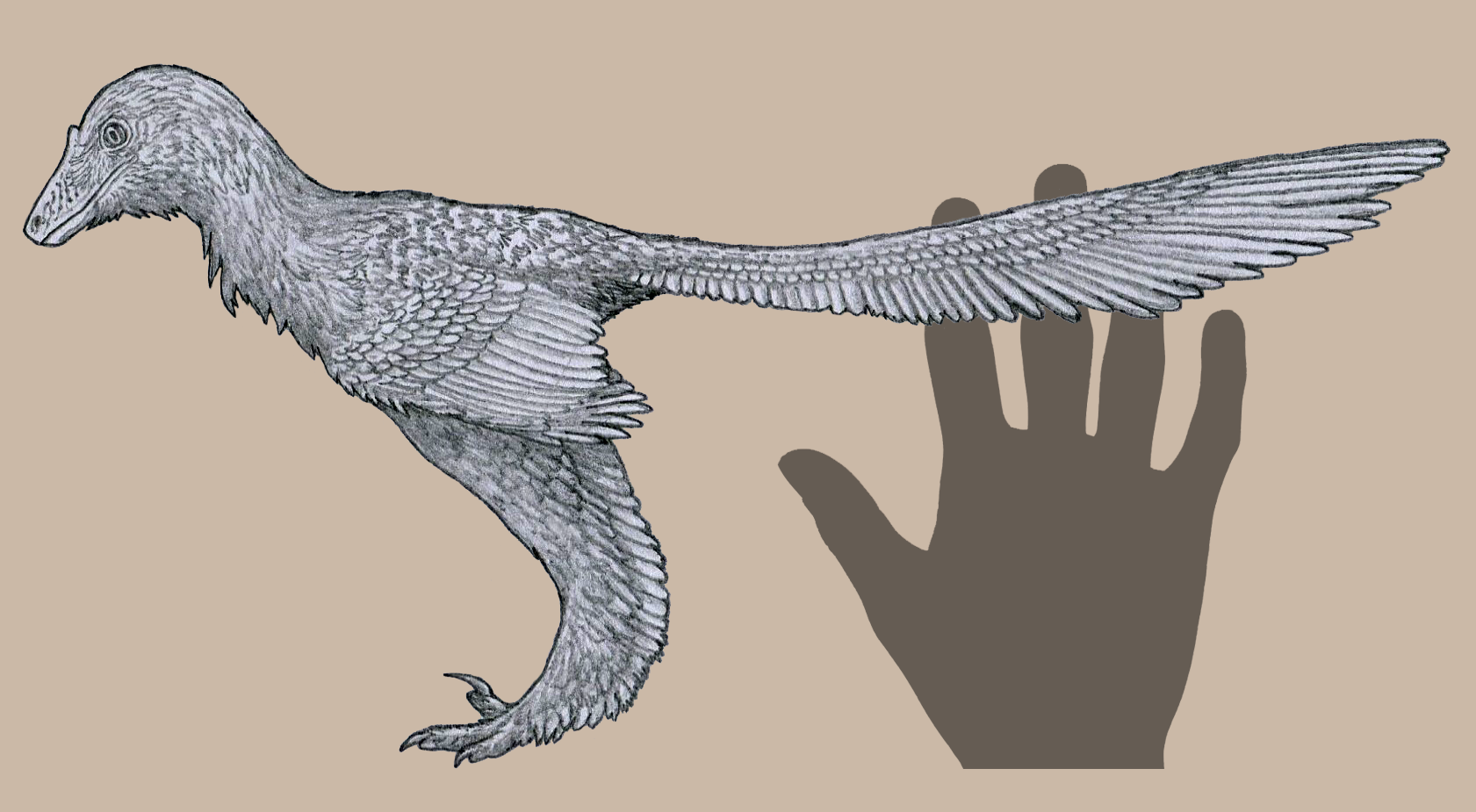
Caihong juji

Caihong juji is een theropode dinosauriër, behorend tot de Maniraptora, die tijdens het late Jura leefde in het gebied van het huidige China.

## Vondst en naamgeving
Bij de stad Gangou in de prefectuur Qinglong, in het noorden van de provincie Hebei, werd door boer Yang Jun in een groeve nabij het dorp Nanshimenzi het skelet gevonden van een kleine theropode behorend tot de Yanliaobiota. Het stuk werd in februari 2014 verworven door het Paleontological Museum of Liaoning. Het fossiel werd geprepareerd door Ding Xiaoqing en Matthew Brown; de ontdekker had geen enkele preparatie uitgevoerd wat vrijwel uitsluit dat het om een gedeeltelijke vervalsing gaat. Om de anatomie van de schedel beter te begrijpen werd die bij de hoofdplaat ook van onderen blootgelegd. Een expeditie naar de groeve in de zomer van 2016 bevestigde de herkomst van het fossiel.

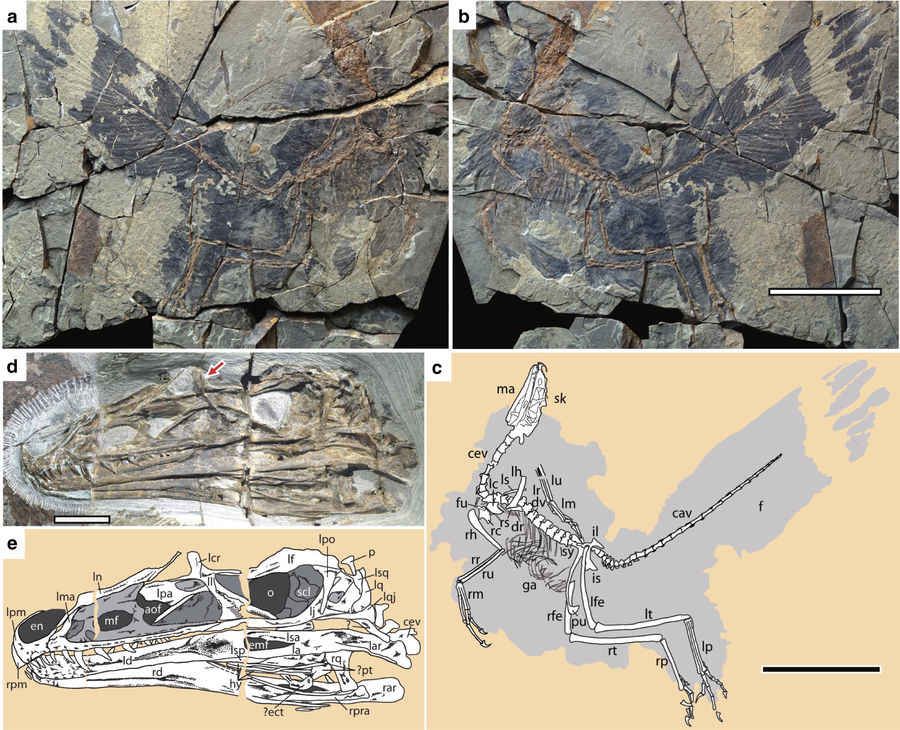
Het holotype

In 2018 werd de typesoort Caihong juji benoemd en beschreven door Hu Dongyu, Julia A. Clarke, Chad M. Eliason, Qiu Rui, Li Quanguo, Matthew D. Shawke, Zhao Cuilin,
Liliana D’Alba, Jiang Jinkai en Xu Xing. De geslachtsnaam is het Chinees caihong, 彩虹, "regenboog", een verwijzing naar de pracht van het fossiel en het bieden van een spectrum aan nieuwe inzichten. De naam zou dus geen verwijzing zijn naar de kleuren van het verenkleed, ofschoon dat door de pers onmiddellijk wel zo werd geïnterpreteerd. De soortaanduiding is het Chinees ju ji, "grote kam", een verwijzing naar het vrij grote hoorntje op het traanbeen.
Het holotype, PMoL-B00175, is gevonden in een meerafzetting van de Tiaojishanformatie die stamt uit het Oxfordien, 161 miljoen jaar oud. Het bestaat uit een compleet skelet, platgedrukt op een plaat en tegenplaat. Het skelet ligt grotendeels in verband. Zeer uitgebreide resten van het verenkleed zijn bewaard gebleven alsmede weke delen. Het betreft een volwassen individu.

## Beschrijving

### Grootte en onderscheidende kenmerken
Caihong is een kleine dinosauriër. De lichaamslengte is geschat op veertig centimeter, het gewicht op 475 gram.
De beschrijvers wisten enkele onderscheidende kenmerken vast te stellen. Deze zijn autapomorfieën, unieke afgeleide eigenschappen. In dit geval zijn ze uniek voor de Paraves. Schuin achter en onder de fenestra promaxillaris wordt het bovenkaaksbeen doorboord door een bijkomend venster. Het traanbeen heeft sterk naar boven en bezijden uitstekende kammen. Het dentarium is robuust waarbij de voorste punt verticaal hoger is dan het middengedeelte. Het darmbeen is kort met minder dan de helft van de lengte van het dijbeen; bij alle andere Theropoda is de lengte groter dan de helft.

### Skelet

#### Schedel
De schedel is relatief lang met 67,6 millimeter, maar iets korter dan het dijbeen, en laag, vijfmaal langer dan hoog. Hij heeft zo een typische dromaeosauride vorm, niet die van basale vogels. Het ovale neusgat heeft de voor basale Paraves niet ongebruikelijke grote omvang maar de eironde fenestra maxillaris is uitzonderlijk groot en centraal gelegen, zowel verticaal als horizontaal bekeken. De langwerpige fenestra antorbitalis beslaat daardoor maar 40% van zijn uitholling. Deze schedelopening is daarbij grotendeels aan de binnenzijde door een beenwal afgesloten, net als bij de troödontide Mei. De oogkas is langer dan hoog. Het onderste slaapvenster is relatief groot.
De praemaxilla steekt nog iets voor het neusgat uit in een verticaal hoge snuitpunt, zoals bij dromaeosauriden. Het hoofdlichaam onder het neusgat is groot en langer dan hoog. Meer naar achter loopt onder het neusgat een dunne tak schuin naar boven naar een tak van het neusbeen: samen dringen ze het bovenkaaksbeen van het neusgat. De opgaande tak van de praemaxilla boven het neusgat is verticaal afgeplat, een troödontide kenmerk. Het bovenkaaksbeen is laag, met de hoogte 30% van de lengte. De korte voorste tak is iets hoger maar naar achteren loopt het element uit in een rechte dunne balk onder de uitholling van de fenestra antorbitalis. Vooraan in de uitholling ligt een grote fenestra promaxillaris. Tussen die opening en de fenestra maxillaris bevindt zich iets lager een extra venster. De beenbalk tussen de fenestra maxillaris en de fenestra antorbitalis is vrij dun en aan de achterrand op twee punten rond ingekeept: bovenaan samenvallend met de achterrand van de neusholte en onderaan door een kanaal dat beide openingen verbindt, zoals bij de troödontiden. Het traanbeen is vierstralig: behalve een voorste tak, vrij lange achterste tak en brede neergaande tak is er ook een opgaande tak die zijwaarts aan het hoofdlichaam ontspruit en geleidelijk naar boven buigt. Een dergelijk hoorntje komt bij meer theropoden voor maar is bij de Parves meestal beperkt tot een wat zijdelings uitsteken van het schedeldak. Het postorbitale heeft een rechte voorste tak, een korte achterste tak en een zeer lange neergaande tak. Het jukbeen heeft een dunne voorste tak onder de oogkas met een opvallende horizontale richel op de buitenkant; de opgaande en achterste takken zijn zeer lang. De opgaande tak lijkt sterk naar achteren te hellen. Het quadratojugale heeft een lange maar overdwars dikke voorste tak. De opgaande tak is zeer kort en de achterste tak lijkt te ontbreken. Het quadratum is sterk gebogen. In het verhemelte is het verhemeltebeen gepneumatiseerd. Het fossiel toont geen details van het achterhoofd.

#### Onderkaken
In de onderkaak is het voorste dentarium lang en laag met een enigszins driehoekig profiel, hoog van achteren maar ook van voren. Het dentarium heeft een buitenste zijgroeve verwijdend naar achteren en met horizontaal lange aderkanalen, net als bij troödontiden en Unenlagiinae. Een gelijksoortige groeve, de fossa Meckeliana, ligt op de binnenkant. Achteraan heeft de kaak een groot zijvenster met erboven een groot surangulare, meer dan de helft van het oppervlak van de kaak beslaand, en eronder een weinig gekromd angulare. Het os spleniale dat de binnenkant bedekt, wikkelt zich sterk om de onderrand van de kaak en loopt naar achteren ver uit met een dunne tak die tot over de onderrand van angulare en praearticulare reikt.
Van het tongbeen zijn twee ceratobranchialia bewaard.

#### Tanden
De tanden zijn zigodont: overdwars afgeplat en naar achteren gekromd. De premaxillaire tanden zijn slanker en staan dicht opeen; min of meer hetzelfde geldt voor de voorste tanden van de onderkaak. De meer achterste tanden zijn robuust en staan ver uit elkaar. De premaxillaire tanden en de voorste maxillaire tanden in het bovenkaaksbeen hebben geen kartelingen. De tanden in het midden van het dentarium zijn sterker gekromd en hebben kartelingen op de achterrand. De achterste dentaire tanden hebben korte stevige tandkronen met naar boven gebogen kartelingen op zowel voorrand als achterrand. Opvallend is de lange maxillaire tandrij: net als bij Mei reiken de tanden tot aan de voorrand van de oogkas.

#### Postcrania
Caihong heeft vermoedelijk tien halswervels, maximaal dertien ruggenwervels, vijf sacrale wervels en zesentwintig staartwervels. De indeling is wat onzeker.
De halswervels zijn maar licht wigvormig wat duidt op een vrij rechte nek. De lange slanke nekribben lopen evenwijdig aan de wervels. De vrij lange ruggenwervels tonen geen pleurocoelen of uithollingen aan de zijkanten, wat lijkt op de situatie bij basale Deinonychosauria en Archaeopteryx. Hun doornuitsteeksels zijn aan de achterste bovenkant verbreed. Het heiligbeen toont weinig detail van de sacrale wervels.
De staart is opvallend kort en doet daarin vogelachtig aan. De staartlengte is 178 millimeter, dus minder dan de helft van de lichaamslengte. De staart heeft maar tweeënhalf maal de lengte van het dijbeen, wat veel korter is dan bij andere Paraves van de formatie. Dit komt voor een belangrijk deel doordat de individuele wervels op zich nogal klein zijn. De overgang naar de middenstaart, waar de zijuitsteeksels ophouden, ligt tussen de zevende en achtste wervel. Op dat punt beginnen de wervels te verlengen. Hun gewrichtsuitsteeksels zijn echter niet speciaal verlengd om het middenstuk te verstijven. Van de plaatvormige chevrons zijn de eerste drie hoger dan lang; de vierde en vijfde even hoog als lang; en de volgende langer dan hoog, een toestand als bij de basale Avialae.
Het schouderblad is met minstens drieëndertig millimeter, vermoedelijk wat korter dan het opperarmbeen. Het ravenbeksbeen is rechthoekig. Het heeft een grote bult voor de aanhechting van de musculus triceps brachii en een kort achterwaarts uitsteeksel onder het schoudergewricht. Het vorkbeen is slank. Zoals bij Archaeopteryx en de troödontiden, ontbreken borstbeenderen en processus uncinati, de haakvormige uitsteeksels op de ribben. De borstkas is dus niet zwaar verstevigd voor een klappende vlucht.
Wat ook al niet op een goed vermogen tot vliegen wijst, is het feit dat de arm maar 60% heeft van de lengte van de achterpoot. Hierbij moet echter bedacht worden dat die laatste relatief lang is: de arm is nog altijd een stuk langer dan de romp. Daarbij is Caihong ermee de oudste bekende theropode met zulke lange armen. De geringe lengte in vergelijking met latere verwanten komt voor een deel door een vrij kort opperarmbeen, 42,1 millimeter lang. Het heeft, hoewel vrij robuust, maar 60% van de lengte van het dijbeen terwijl dat 100% is bij de verwant Anchiornis. De deltopectorale kam is ook niet bijzonder ontwikkeld. De onderarm in enge zin is langer dan de bovenarm, een verhouding die onder theropoden verder alleen van vliegende vogels bekend is. De ellepijp heeft een lengte van 47,2 millimeter en is weinig gebogen. Het spaakbeen is maar iets dunner. De hand heeft basaal troödontide proporties met een lang eerste middenhandsbeen, lange duim, robuust derde middenhandsbeen en een eerste en tweede kootje van de derde vinger die samen korter zijn dan het derde kootje. De hand is langer dan de ellepijp. De handklauwen zijn matig groot en sterk gekromd.
Het bekken lijkt in het algemeen sterk op dat van andere basale Paraves. Het darmbeen is eenendertig millimeter lang. Het voorblad ervan is veel langer dan het wat naar beneden gebogen achterblad. Het schaambeen, 54,9 millimeter lang, is iets naar achteren gebogen en eindigt onderaan in een sterk haakvormige "voet", als bij de Unenlagiidae. Het zitbeen is 20,5 millimeter lang en daarmee opvallend kort en breed, een platte beenband vormend. De processus obturatorius op de voorrand is rechthoekig, wat zeldzaam is onder de Coelurosauria: behalve Anchiornis en Archaeopteryx hebben alle een driehoekig uitsteeksel.
De achterpoot is opvallend lang, 3,1 maal langer dan de rug die zelf 87,8 millimeter meet. Het langwerpige dijbeen heeft een lengte van 70,9 millimeter, het scheenbeen van ongeveer tweeëntachtig millimeter. Het scheenbeen is met de bovenste enkelbeenderen vergroeid tot een tibiotarsus. Het derde middenvoetsbeen heeft een lengte van negenenveertig millimeter en is bovenaan iets toegeknepen door het tweede en vierde middenvoetsbeen. De eerste teen is relatief kort. De tweede teen draagt een optrekbaar sikkelklauwtje.

### Verenkleed

#### Veertypen

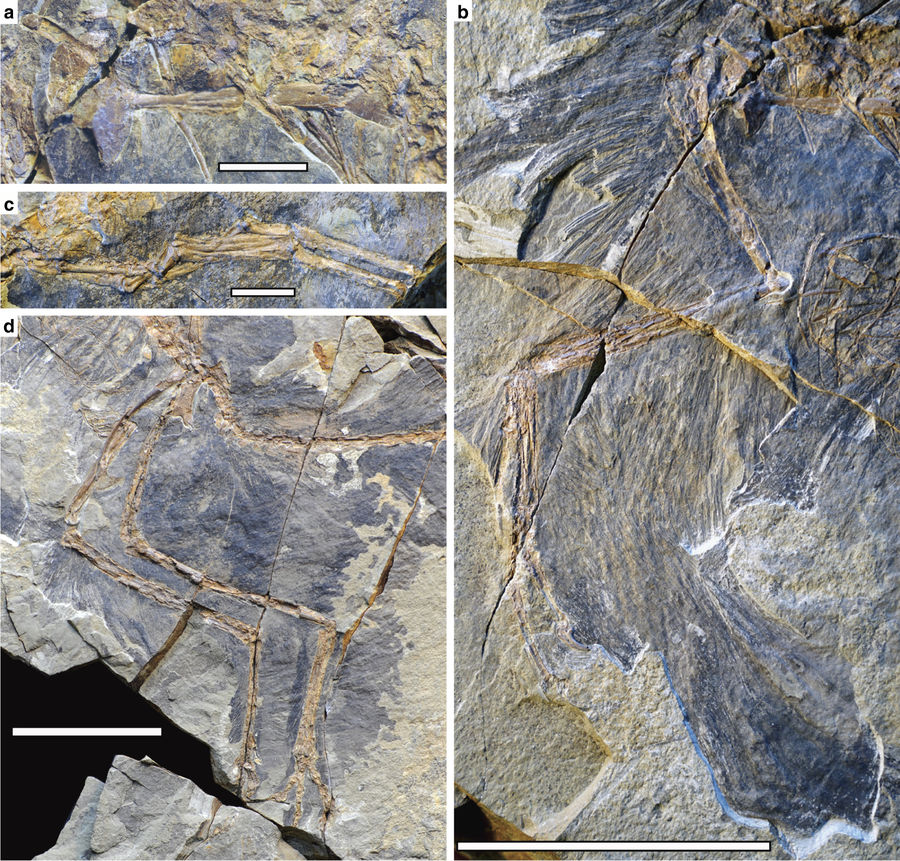
Bevedering van de ledematen

Vrijwel het hele fossiel is omgeven door een brede halo van veren. Alleen de snuit en klauwen zijn daarvan vrij. De veren zijn geen afdrukken maar omzettingsresten van het oorspronkelijke verenkleed, misschien ten dele in de vorm van een bacteriënfilm. Het breukvlak tussen de steenplaten onthult hele lagen van veren. Een dergelijke dichte concentratie is uitzonderlijk en maakt het lastig in het woud van schachten en baarden afzonderlijke veren te onderscheiden. De beschrijvers wezen erop dat het verenkleed zoals bewaard niet noodzakelijkerwijs de oorspronkelijke vorm vertegenwoordigt. Het is immers niet aannemelijk dat bij het levende dier de veren alle kanten uitstaken. In plaats van een pluizebol te zijn had Caihong vermoedelijk een gestroomlijnd verenkleed.

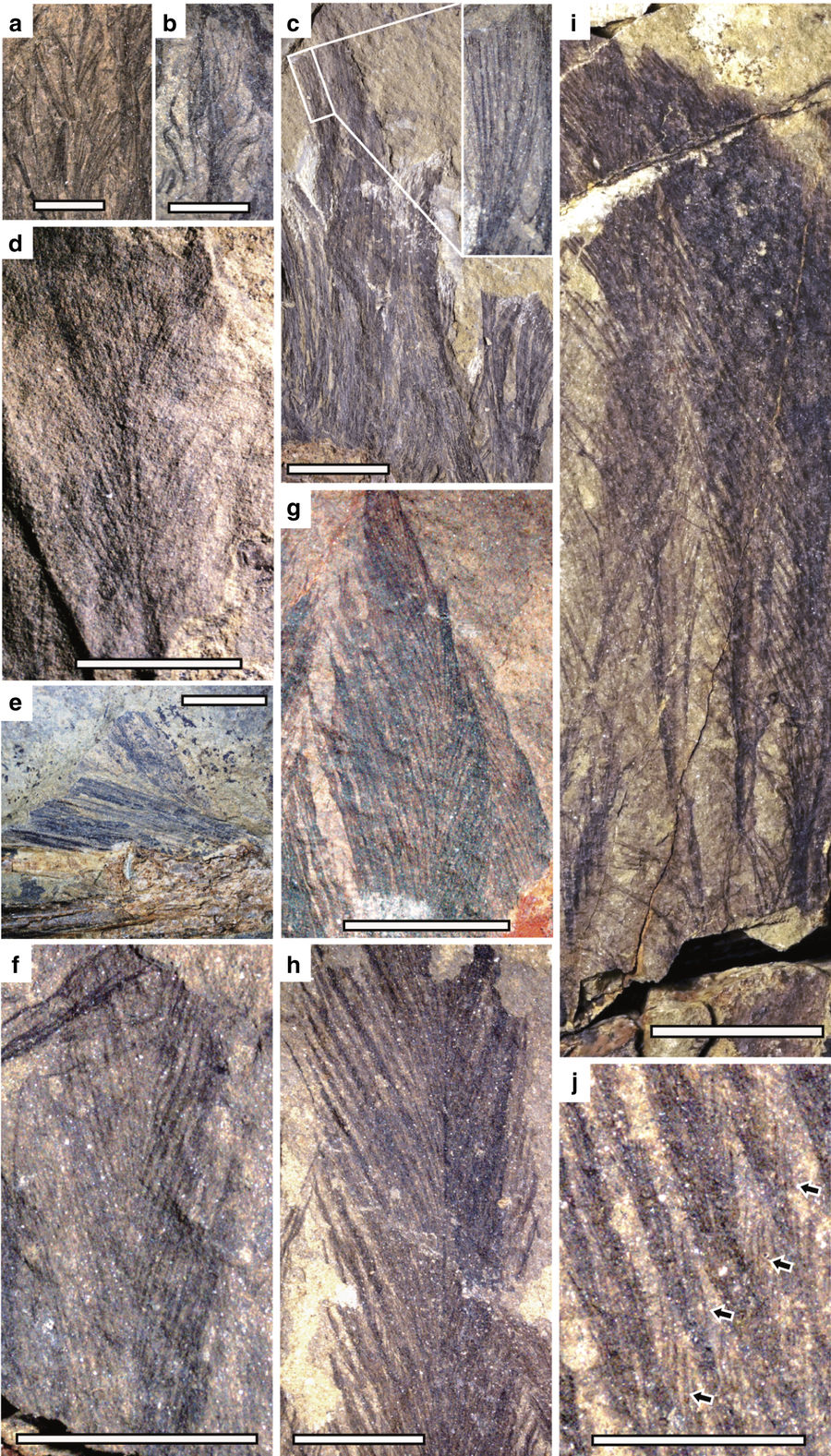
Verschillende veertypen

Het lichaam van gevederde dinosauriërs is bedekt met contourveren. Die dekveren zijn bij Caihong langer dan typisch is voor basale dinosauriërs buiten de vogels. Op de schedel en nek van Caihong zijn twee typen contourveren waarneembaar. Bij het ene type is de veer lang, twee centimeter, en langgerekt. Dit type ziet er vrij stijf uit. Het tweede type is maar één centimeter lang en is golvend. Op de borst en delen van de ledematen zijn vier centimeter lange veren te zien met evenwijdige, dikke en strakke baarden. Bij al deze contourveren is het de vraag of het om echte penveren gaat met gesloten vanen.
Op de vleugels zijn de bovenste remiges primarii en onderste remiges secondarii, die dus een aangesloten rij vormen op de middenhand en de onderste onderarm, de langste slagpennen, met een lengte tot tien centimeter. Ze zijn daarmee 2,4 maal zo lang als het opperarmbeen. Ze hebben dunne schachten. Deze slagpennen laten zien hoe misleidend het kan zijn om de vleugellengte van alleen het skelet af te leiden. De beenderen van de arm van Caihong zijn relatief een stuk korter dan die van Anchiornis maar dat wordt ten dele gecompenseerd door de grotere veerlengte. In verhouding tot de romplengte van zo'n twaalf centimeter had Caihong een niet onaanzienlijke vleugelspanwijdte van een halve meter. Bij de rechterduim zijn enkele slanke penveren te zien die een aanwijzing zijn dat de eerste vinger fungeerde als een alula, bij de vogels een voorvleugeltje dat dient als neusschoep om de overtreksnelheid te verlagen. Zo'n alula is buiten de vogels ook waargenomen bij de dromaeosauride Microraptor die veertig miljoen jaar later leefde.
Behalve aan de vleugels, heeft Caihong ook lange slagpennen aan de achterpoten. De soort heeft dus het "tetrapteryx"-model met vier vleugels. De langste bevinden zich aan de achterzijde van het onderbeen en de middenvoet. ze zijn langer dan die van Eosinopteryx, Aurornis en Archaeopteryx. Opvallend is dat hun schachten weer zeer dun zijn. De vanen of vlaggen zijn echter vaak duidelijk gesloten met dichtheden van vier evenwijdige baarden per 0,6 millimeter. De baarden zijn zichtbaar verbonden door haakvormige baardjes die zelden bewaard zijn gebleven in fossielen. De baarden staan bij het scheenbeen schuin naar het uiteinde van de veer gericht onder een hoek van 25°. De vlaggen zijn symmetrisch. Ook aan de voorzijde van het onderbeen, de middenvoet en de teenkootjes bevinden zich kleine gebogen veren. Bij de armen en de middenvoet is het niet meteen evident dat de vlaggen gesloten zijn door baardjes maar de baarden lopen wel evenwijdig zodat de beschrijvers er toch van uitgingen dat het om echte penveren gaat. In de bevedering van de tenen lijkt Caihong op Anchiornis.
De staart draagt zeer grote rectrices. Bij een staartveer aan een achterste staartwervel werd een lengte gemeten van 112 millimeter en een breedte van zestien millimeter. Bij elkaar vormt het een enorme en brede staartwaaier met een min of meer rechthoekig profiel. De staart wordt er door verlengd tot bijna dertig centimeter en de lichaamslengte neemt er met een kwart door toe tot een halve meter. De staartwaaier is relatief groter dan bij Archaeopteryx. De meeste staartveren zijn echte penveren met gesloten vlaggen; alleen bij de allervoorste wervels zijn geen baardjes waarneembaar maar die werden wel aanwezig geacht. De baardjes lopen evenwijdig, hebben een lengte tot twee millimeter en maken een scherpe hoek van 15° met de baarden. De schachten zijn ook hier weer erg dun. Bij de vorste veren maken de baarden bij de basis een hoek van 15° met de schacht of veeras en nabij het uiteinde van 25°. Bij meer achterste veren worden de baarden groter, tot vier per strekkende 1,8 millimeter, en gaan ze meer naar achteren staat zodat de hoekwaarden veranderen in respectievelijk 25° en 30°. Iedere wervel draagt twee penveren en twee dekveren. De veren vooraan en in het midden staan schuiner op de staart. Ze hebben ook het opmerkelijke kenmerk dat hun vlaggen onderling asymmetrisch zijn: de vlag die schuin naar voren gericht is, is smaller. Een dergelijke asymmetrie wordt meestal gezien als een aanwijzing voor een aerodynamische functie. Hst is een aanpassing die voorkomt dat de veer bij het vliegen omslaat. Caihong was in 2018 de oudste soort waarvan dit verschijnsel bekend is. De achterste staartveren zijn symmetrisch.
Naast deze meer algemene veertypen zijn er ook speciale aangetroffen met een minder uitgebreide verspreiding over het lichaam. Van andere Maniraptora was een al een type bekend zonder schacht waarin de baarden ontspruiten uit één punt nabij de basis, een pluim vormend die gediend moet hebben ter isolatie. Ook dit soort veren is hier en daar op het fossiel zichtbaar. Het is echter eerder gesteld dat zulke veren een modificatie zijn van penveren en pas bij vogels optreden. Het vermeende voorkomen bij basalere vormen zou een illusie zijn, geschapen door een degeneratie van de veren tijdens de tafonomie, dus na de dood van het dier. De perfecte preservering bij Caihong nu, lijkt moeilijk met deze hypothese verenigbaar. Een variatie van dit type, ook weer bij Caihong, heeft stijvere, langere en dikkere baarden die bijna evenwijdig lopen.
Een uniek type dat nooit bij een andere soort is aangetroffen betreft een lange veer op het opperarmbeen. Deze veren hebben een lengte van vijfenveertig millimeter, dus met ongeveer dezelfde lengte als de hele opperarm. Hun breedte is echter slechts anderhalve millimeter; ze zijn dus extreem langgerekt. De voorste vlag van dit type is extreem dun en lijkt een soort membraan te vormen; geen baarden zijn zichtbaar. De schacht is echter relatief dik met 0,3 millimeter, dikker dan de voorste vlag. De achterste vlag heeft wel baarden en die zijn erg lang, lijken niet onderling verbonden door baardjes, en maken een scherpe hoek met de veeras.

#### Kleur
De laatste jaren is het mogelijk en gebruikelijk geworden de kleur en tekening van fossiele veren te onderzoeken via een elektronenmicroscoop. Die kan structuren aantonen die lijken op melanosomen, organellen die melanine bevatten, een donker pigment dat bij huidige vogels een belangrijk deel van de kleuring en tekening van het verenkleed bepaalt. Deze methode is omstreden vanwege de vooronderstelling dat zulke organellen zelf bewaard zijn gebleven, niet via de tussenstap van een bacteriënfilm. Dat zou betekenen dat wat wij bij het fossiel zien niet de omzettingsresten zijn maar de veren zelf. Het is wel geopperd dat dit verklaard kan worden door de grote resistentie tegen verandering bij de melanine zelf, een zeer stabiele stof.

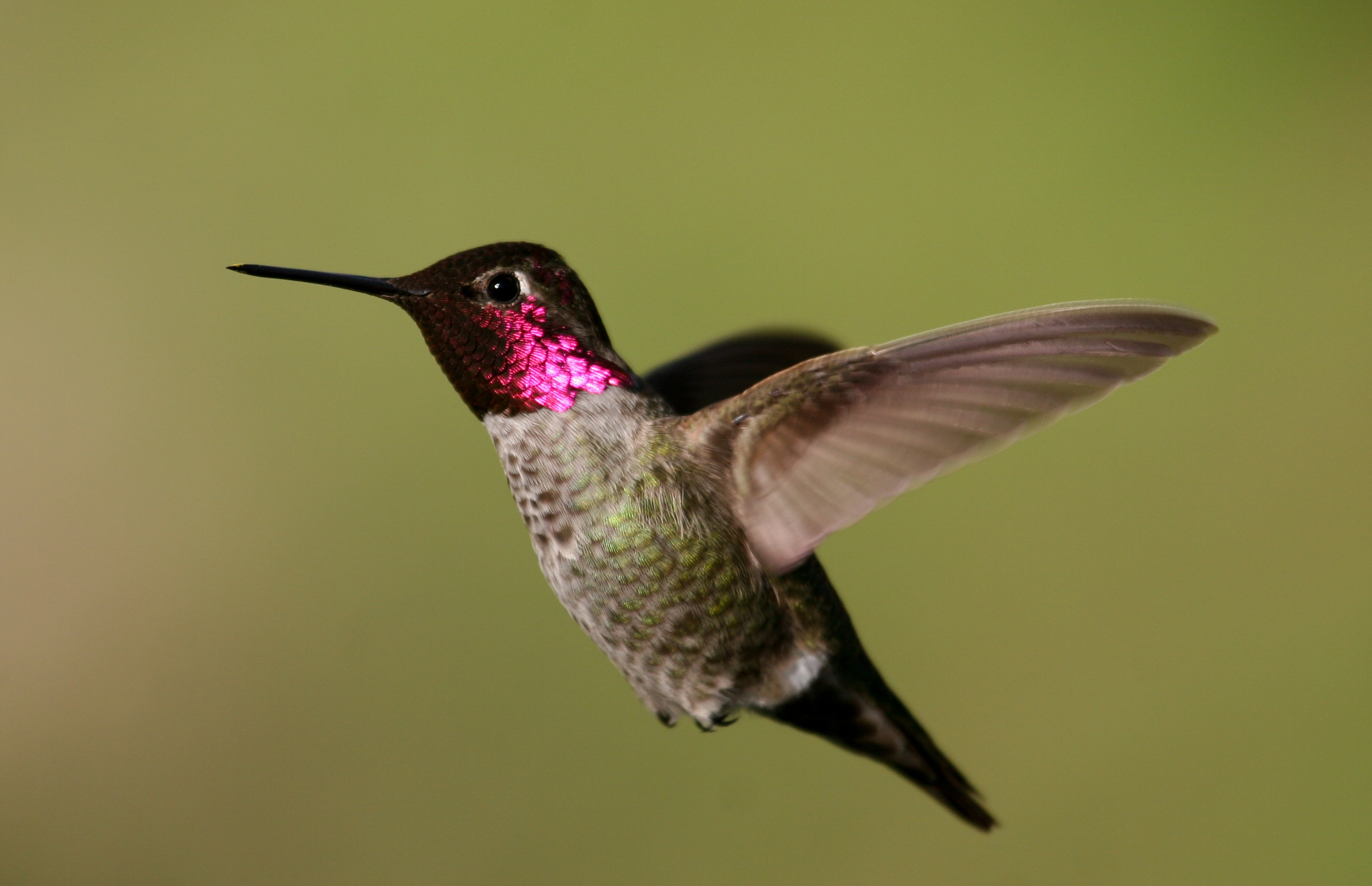
Anna's kolibrie

Bij het fossiel zijn op zesenzestig punten door een rasterelektronenmicroscoop ofwel Scanning Electron Microscope (SEM), een totaal van 2460 structuren opgemeten, door ze met een ionenbundel te doorstralen. Volgens de beschrijvers bleek daaruit duidelijk dat de opgemeten nanostructuren geen bacteriën waren. Ze lijken namelijk in omvang en vorm op de melanosomen van moderne vogels. Ze tonen daarbij een uniforme dichtheid tegenover de elektronen terwijl bacteriën "hol" zijn, dat wil zeggen: hun kern is "transparant" ten aanzien van de elektronenbundel. Verder was geen van de structuren gefossiliseerd tijdens een binaire deling, een vorm van celdeling die bacteriën zo vaak uitvoeren dat er altijd wel enkele instanties van gevonden hadden moeten worden als het werkelijk om bacteriën ging. De gevonden structuren waren echter tamelijk variabel, een combinatie van typen tonend waarin Caihong afwijkt van eerder onderzochte theropoden.

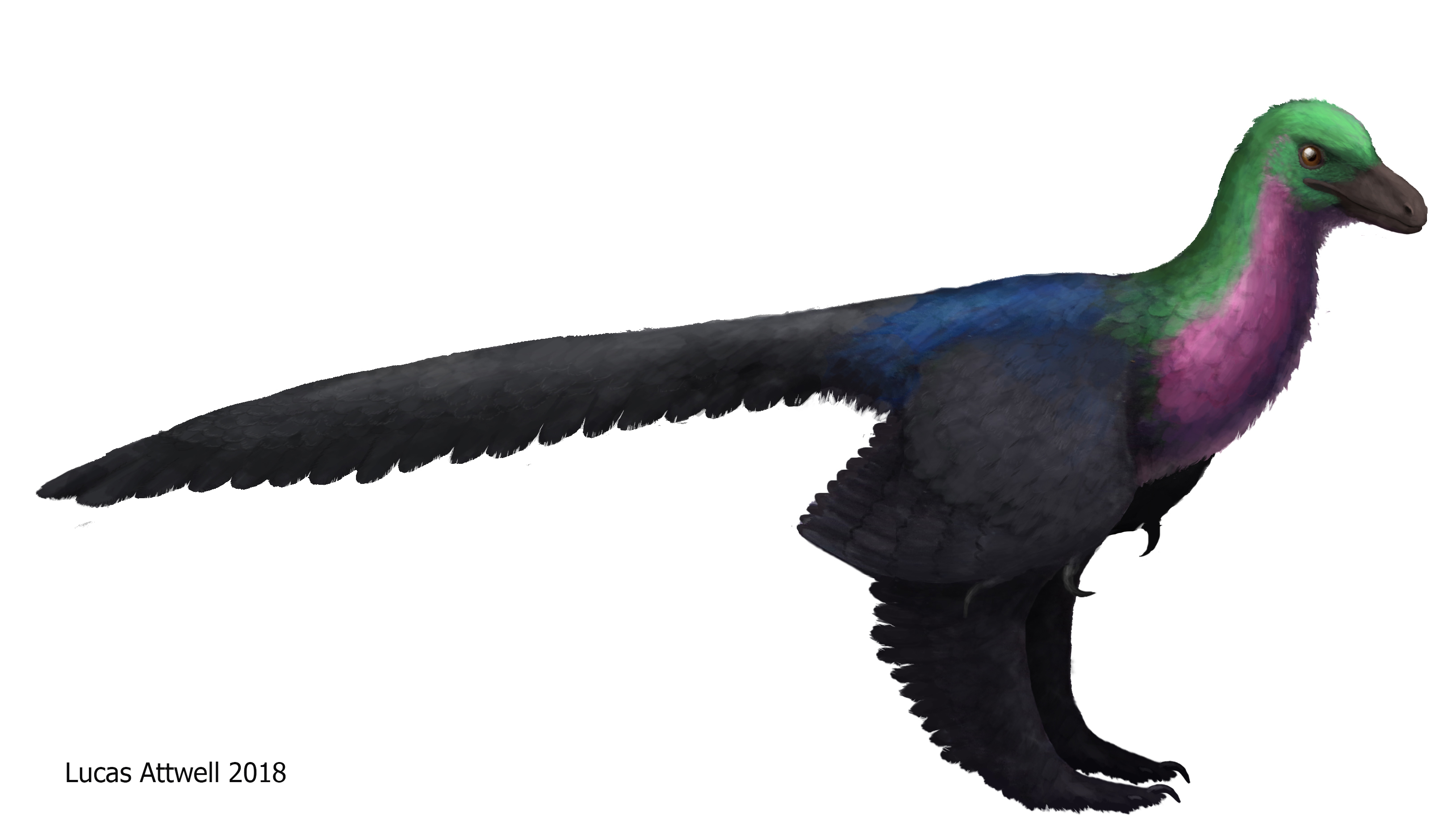
Of Caihong werkelijk zo'n schittering aan kleuren toonde, is onzeker

Er is een hoge concentratie van melanosomen in de veren aanwezig. Op zich wijst dat op een zwarte kleur. De melanosomen hebben echter de vorm van ovale plaatjes. Dat duidt erop dat de veren iriseerden, dus onder een bepaalde hoek een paarlemoerachtige kleurglans toonden. Afhankelijk van de specifieke structuur kan die glans een bepaalde kleurtoon gegeven worden. Irisering is bij moderne vogels en koudbloedige reptielen verreweg de meest gebruikte methode om schubben of veren een kleur te geven. Irisering heeft namelijk het grote voordeel dat het dier geen energie hoeft te investeren in het aanmaken of opeten van pigmenten. Verder kan ermee een volledig kleurengamma van grote verzadiging bereikt worden. Bij Caihong bevonden zich iriserende structuren vooral in de veren van de kop, de borst en de staartbasis. Anders dan de geslachtsnaam zou doen vermoeden, betekent dat niet dat Caihong op die delen bijzonder bont gekleurd was. De structuren wijzen op levendige kleurschitteringen zoals die ook voorkomen bij kolibries en gierzwaluwen. Overigens heeft het dofgrijze verenkleed van pinguïns dezelfde soort structuren. Bij deze laatste groep zijn de organellen echter niet georganiseerd in afgeplatte lagen en bij kolibries wel. Het werd onwaarschijnlijk geacht dat de afplatting door compressie tijdens de fossilisering veroorzaakt zou zijn want verwanten als Anchiornis hebben de platte lagen niet.

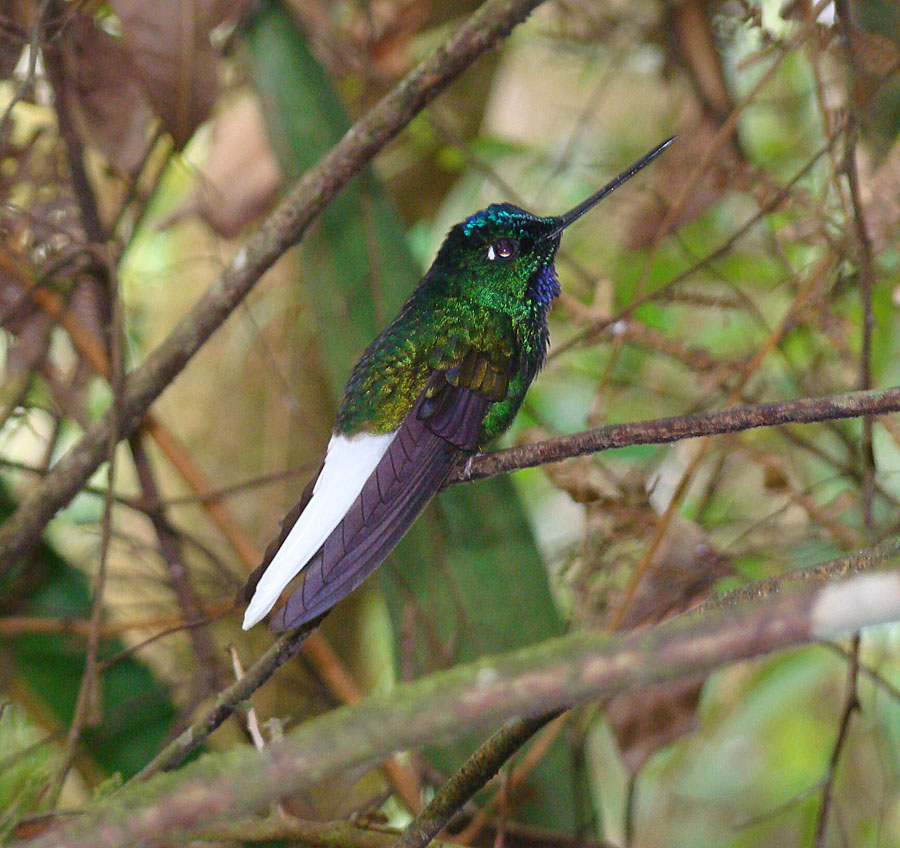
Witstaartinkakolibrie

Onderling verschilden de structuren ook iets. Overlappende structuren in nekveren leken op die van Anna's kolibrie. Opeengepakte organellen in een nekveer hadden overeenkomsten met die van de witstaartinkakolibrie. Meer losse structuren komen overeen met die van de zwartstaartkomeetkolibrie. Die vogels hebben respectievelijk een karmijnrode, blauwe en smaragdgroene kleurglans. In persberichten werd aldus gesteld dat Caihong een enorme rode, blauwe en groene kleurschittering vertoonde. Het wetenschappelijke artikel is hier veel terughoudender over aangezien het nog onzeker is hoe de organellen bij het echte dier hebben uitgewerkt. Verder werden zeer compacte structuren aangetroffen die bij de moderne witsnorboomgierzwaluw voor een iriserende grijsachtige tint zorgen. Het zou in feite onmogelijk zijn om de precieze kleuren van Caihong te bepalen, ook omdat bij kolibries de irisering vergroot wordt door luchtbubbels tussen de melanosomen waarvan bij Caihong geen spoor is aangetroffen. Het zou daarom toepasselijker zijn om de gierzwaluw als model te nemen. Het werd mogelijk geacht dat Caihong naast de irisering ook pigmenten voor de kleuring gebruikte. Dat zou echter van ondergeschikt belang geweest zijn, omdat die slechts een zweem aan de hoofdkleur zouden hebben gegeven aangezien de melanine het meeste licht geabsorbeerd zou hebben.

## Fylogenie
Caihong is in de Paraves geplaatst. Verschillende cladistische analyses hadden afwijkende uitkomsten aangaan de structuur van de stamboom. In één analyse was Caihong de zustersoort van Xiaotingia, binnen een klade die een kam vormde met de Troodontidae en de Dromaeosauridae. Archaeopteryx vormde een diepere aftakking en de meer moderne vogels een nog diepere aftakking als Avialae. Onder sommige definities vallen Paraves en Aves dan samen. In een andere analyse viel Caihong uit in een Anchiorninae die lid waren van de Troodontidae.

## Levenswijze
De zyfodonte tandvorm van Caihong wijst op een leven als carnivoor. Troödontide stompere tanden, die ook gebruikt zouden kunnen worden om plantenmateriaal te pletten, ontbreken. Verder mist Caihong de kegelvormige tandjes van veel basale vogels die geschikt zouden zijn om insecten te grijpen. De prooi kan echter niet al te groot geweest zijn omdat Caihong zelf tamelijk gering van formaat was. Wellicht werden kleine hagedissen, brughagedissen en zoogdiertjes gedood.
Caihong toont een zeer verwarrende combinatie van eigenschappen. De asymmetrische penveren zouden, zeker gecombineerd met een alula en een geringe absolute lichaamsgrootte, normaliter gezien zijn als een aanwijzing dat het dier zijn vleugels gebruikte om te vliegen, minstens in een glijvlucht. Daartegen spreekt echter dat de arm nog relatief kort is en dat de dunne veerassen wellicht te sterk zouden buigen om een stabiel vleugeloppervlak te vormen. Daarbij zouden de lange achterpoten wijzen op een voornamelijk rennende levenswijze. De beschrijvers hebben daarom gesteld dat het verenkleed diende om mee te pronken en dat dit versterkt werd door de iriserende kleuren.